# EB GUIDE
EB GUIDE는 Automotive HMI를 손쉽게 구성할 수 있도록 도와주는 Elektrobit사의 차량용 HMI 개발 솔루션이다. 사용자(Modeler)는 개발 기획에 따라  EB GUIDE의 'State' 기능을 이용하여 개발 시나리오를 손쉽게 표현할 수 있다. 또한, 'View' 기능을 활용하여 실제 HMI 장치의 스크린에 표현될 Graphical 요소들을 배치하여 표현 가능하다. 뿐만 아니라, 여기에 다양한 모션, 링크 등의 효과를 적용할 수 있으며, 전역 변수(Global Variable) 기능을 통해 외부에서 해당 변수의 값 제어도 가능하다.
'State' 메뉴에서는 개발 기획 흐름에 따라 Event, Action 등의 조건에 따른 화면 천이, 기능 활성화 등을 표현할 수 있다. 이 밖에도 스크린에서 터치 등 액션 상태에 따라 다양한 기능이 동작하도록 GUI 방식으로 HMI를 구성하여 손쉽게 개발이 가능하다. EB GUIDE를 통해서 Automotive HMI의 대표적인 제품인 차량용 클러스터, 인포테인먼트 시스템 등을 개발하는 경우, 그 구성과 개발이 용이하며 개발 비용의 최소화와 개발 시간의 단축의 효과를 볼 수 있다.

## 구성
- EB GUIDE Studio
- EB GUIDE Speech
- EB GUIDE Gtf
- EB GUIDE Stf
- EB GUIDE Plug-in

1. Adobe Photoshop Plug-in
2. Connectivity Extension Plug-in
3. SVN(Subversion Version Control) Plug-in

## 배경
- LCD 클러스터, 인포테인먼트 시스템 등의 개발 비용과 개발 시간을 최소화 할 수 있는 솔루션이 필요
- ISO 26262 표준의 등장으로 HMI가 안전과 관련되어 중요 이슈 중 하나로 떠오름

## 역사
- 2003년: Elektobit社의 독일 Audi 차량용 HMI 개발 시작
- 2005년: EB GUIDE v2.0 배포 - 모든 Audi 차량을 EB GUIDE로 개발
- 2007년: EB GUIDE v3.0, EB GUIDE STF 배포
- 2008년: EB GUIDE v4.0, EB GUIDE GTF v2.0 배포
- 2009년: EB GUIDE GTF v2.5 배포
- 2010년: EB GUIDE v5.0 배포

## 같이 보기
- Automotive HMI
- ISO 26262
- 속도계(Speedometer)
- 클러스터(Cluster)